# Repomucenus virgis
Repomucenus virgis är en fiskart som först beskrevs av David Starr Jordan och Henry Weed Fowler, 1903.  Repomucenus virgis ingår i släktet Repomucenus och familjen sjökocksfiskar. Inga underarter finns listade i Catalogue of Life.